# Psychoda squamipleuris
Psychoda squamipleuris és una espècie d'insecte dípter pertanyent a la família dels psicòdids que es troba a Austràlia: el Territori de la Capital Australiana, Nova Gal·les del Sud, Tasmània, Victòria, Austràlia Meridional i Austràlia Occidental, incloent-hi la conca del Murray-Darling.